# Delosperma harazianum
Delosperma harazianum es una especie de planta suculenta perteneciente a la familia de las aizoáceas. Es nativa de Yemen.

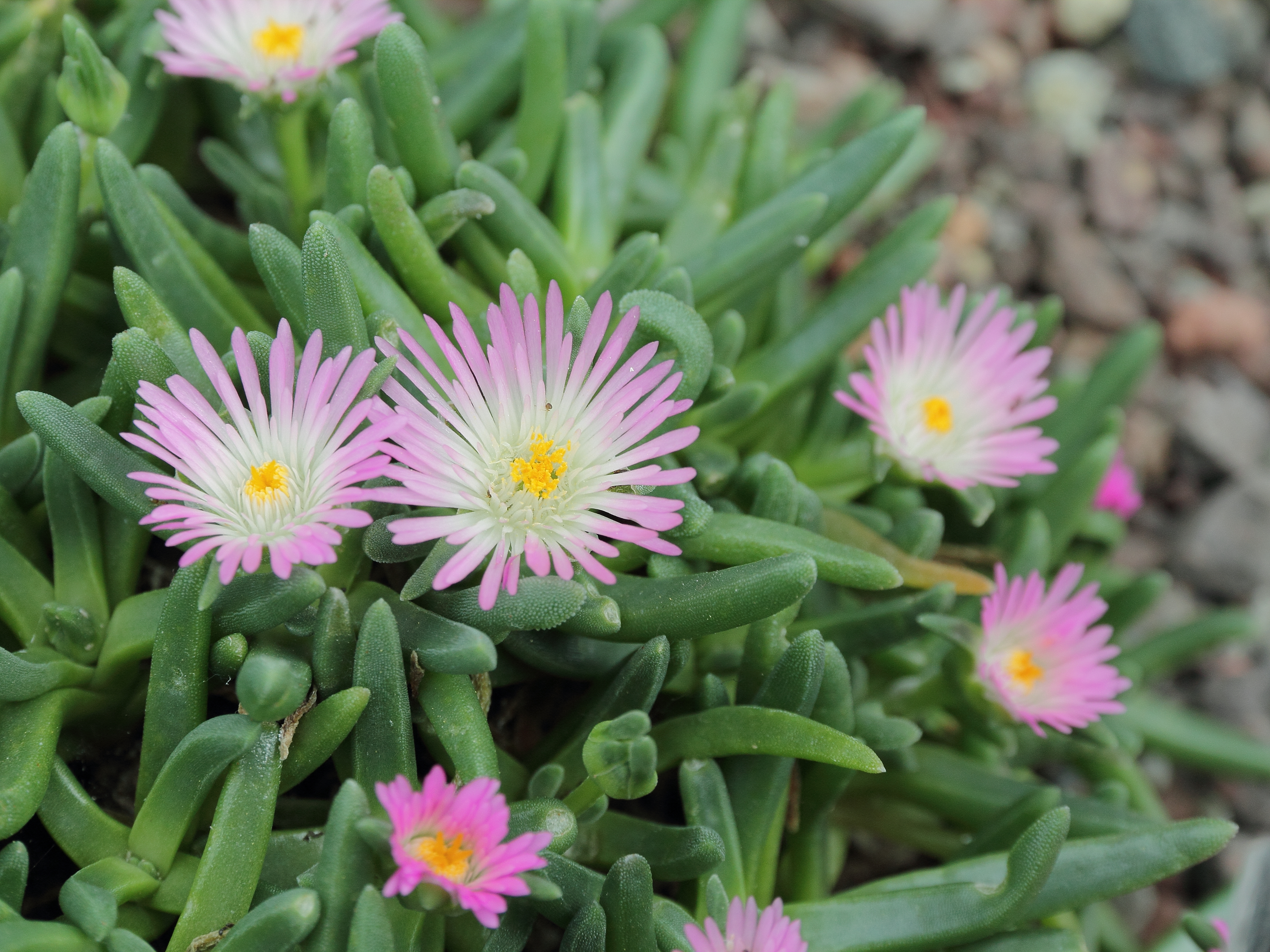
Detalle de la flor

## Descripción
Es una  planta suculenta perennifolia con raíces leñosas y hojas de 3 cm de longitud que se encuentra en el sur de Yemen.

## Taxonomía
Delosperma harazianum fue descrita por (Deflers) Poppend. & Ihlenf. y publicado en Mitteilungen aus dem Institut für allgemeine Botanik in Hamburg 16: 184. 1978.
Etimología
Delosperma: nombre genérico que deriva de las palabras griegas: delos = "abierto" y sperma = "semilla"  donde hace referencia al hecho de que las semillas son visibles en las cápsulas abiertas.
harazianum: epíteto
Sinonimia
- Mesembryanthemum harazianum Deflers